# Sonny Bono
Sonny Bono, all'anagrafe Salvatore Phillip Bono (Detroit, 16 febbraio 1935 – South Lake Tahoe, 5 gennaio 1998), è stato un cantante, produttore discografico e politico statunitense.
Il Copyright Term Extension Act è anche noto come Sonny Bono Copyright Term Extension Act o Sonny Bono Act proprio perché Sonny Bono sostenne con forza il disegno di legge, pur non riuscendo a vederne l'entrata in vigore, poiché morì prima della sua approvazione.

## Biografia
Nato a Detroit (Michigan) da Jean e Santo Bono (nato a Montelepre), entrambi di origine siciliana, all'età di sette anni si trasferì con la famiglia a Los Angeles.
Dotato di uno spiccato talento musicale, a sedici anni compose Koko Joe, poi ripresa dai Righteous Brothers. Anche se doveva lavorare come autista per una macelleria per sbarcare il lunario, Sonny iniziò la sua carriera musicale proponendosi come autore di canzoni per la casa discografica Specialty Records, scrivendo per Sam Cooke la canzone Things You Do to Me e per Larry Williams High School Dance.
Agli inizi degli anni sessanta lavorò come musicista e promotore di talenti alla Philles Records, etichetta del produttore discografico Phil Spector. Nello stesso periodo incise alcune canzoni come solista ottenendo un certo successo. Tra queste Needles and Pins, Laugh At Me e The Revolution Kind, ripresa in italiano dai Nomadi col titolo Come potete giudicar.

### Sonny & Cher
Nel 1964, durante alcune sessioni di registrazione delle Ronettes, Bono conobbe la giovanissima cantante Cherylin Sarkisian, in arte Cher, con cui iniziò una relazione affettiva e professionale creando il duo "Caesar and Cleo" (Cesare e Cleopatra), in seguito noto semplicemente come Sonny & Cher.
Bono scrisse, arrangiò e produsse numerose canzoni di successo come I Got You Babe, Bang Bang (nota in Italia anche nella versione dell'Equipe 84, di Dalida e dei Corvi), e The Beat Goes On, mentre Cher riceveva ottime critiche musicali. Sonny e Cher presentarono insieme anche un famoso varietà intitolato The Sonny & Cher Comedy Hour, andato in onda sulla CBS dal 1971 al 1977.

### La politica
Sonny Bono approdò alla politica in un modo quasi casuale: desiderando aprire un secondo ristorante nella cittadina californiana di Palm Springs, si scontrò con la complicata burocrazia locale che ostacolava l'apertura di nuove attività commerciali. Per ripicca decise quindi di candidarsi alle elezioni comunali, e grazie alla sua popolarità nel 1988 venne eletto sindaco. Durante il suo mandato si adoperò per rendere la città più business-friendly, e favorì l'istituzione del Festival Internazionale del Cinema di Palm Springs, che oggi porta il suo nome.
Nel 1992 si candidò al Congresso per il Partito Repubblicano, ma venne sconfitto dalla democratica Barbara Boxer. Ricandidatosi nel 1994 venne eletto deputato per il 44º collegio elettorale della California.
Nel corso del suo mandato parlamentare fu primo firmatario di un disegno di legge per l'estensione dei termini di scadenza del diritto d'autore. Pur non riuscendo a farlo approvare dal Senato durante la legislatura, un altro progetto di legge molto simile venne approvato dal Congresso dopo la sua morte, ed è noto ancora oggi come "legge Sonny Bono sull'estensione del diritto d'autore".
Sonny Bono si fece anche promotore di una campagna ambientale per la salvaguardia del Lago Salton, ed appare nel documentario Plagues & Pleasures on the Salton Sea girato da John Waters nel 2005 sulla vita delle collettività prossime al lago, con un'intervista filmata anni prima. Inoltre Bono è stato anche tra i primi parlamentari americani ad occuparsi di terrorismo in qualità di membro della Task Force sull'eversione e le armi non convenzionali.
Il Copyright Term Extension Act, approvato alcuni mesi dopo la sua morte, è conosciuto in suo onore anche come Sonny Bono Act.

### La morte

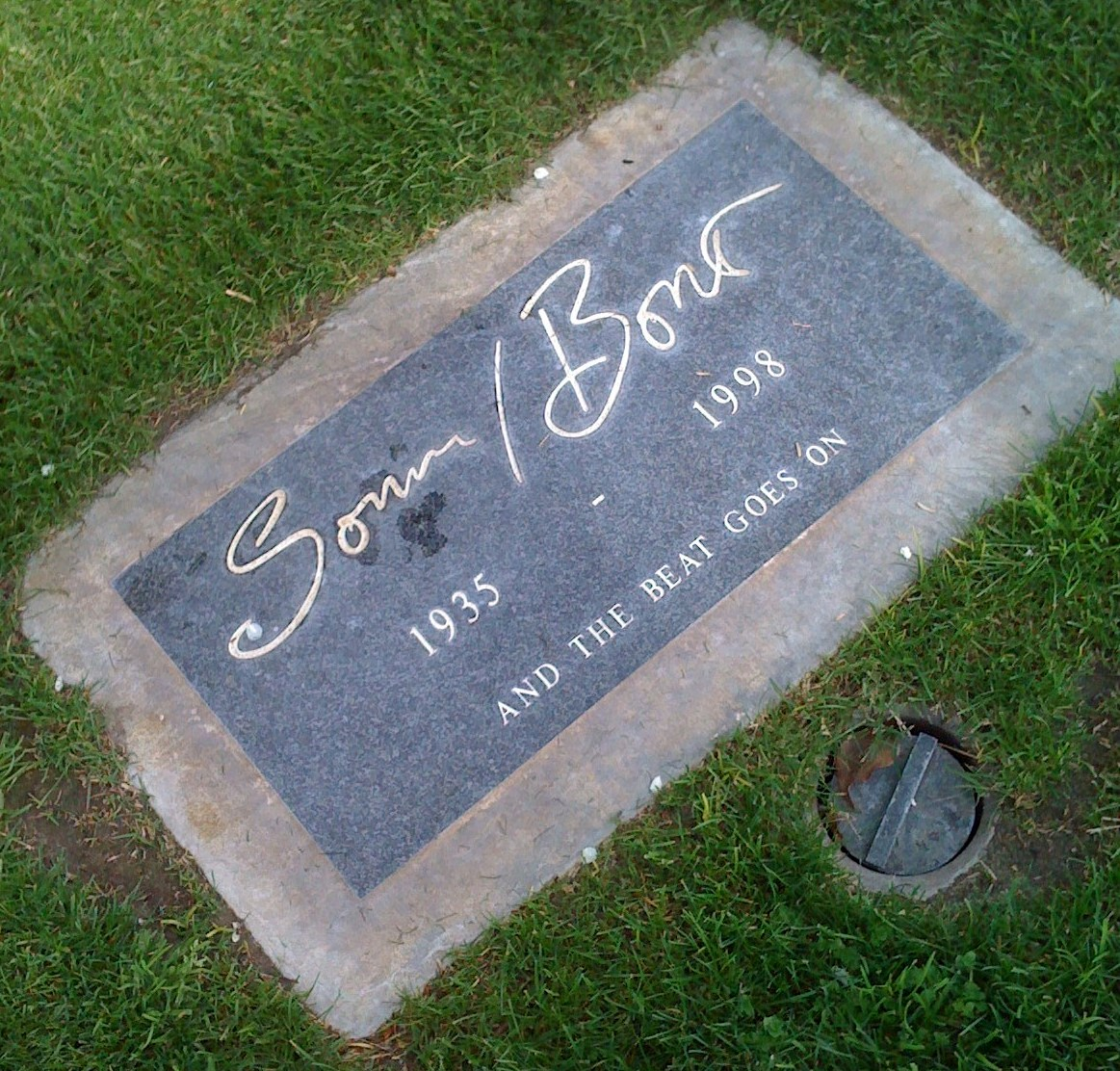
La lapide di Sonny Bono al Desert Memorial Park di Cathedral City.

Il 5 gennaio 1998, mentre sciava sulle piste nei pressi del Lago Tahoe al confine tra California e Nevada, Sonny andò a sbattere violentemente contro un albero, morendo per le ferite riportate. Per quanto la sua morte venisse definita come dovuta a cause accidentali dalle autorità inquirenti, il fatto che pochi giorni prima Michael Kennedy fosse morto ad Aspen in un incidente dalla dinamica pressoché identica diede luogo a congetture su un possibile complotto per assassinare o intimidire politici statunitensi. La vedova Mary venne eletta al suo seggio in parlamento fino al termine del mandato, e l'ex moglie Cher lesse l'orazione funebre alle esequie, e gli dedicò l'album Believe. La sua tomba si trova al Desert Memorial Park di Cathedral City.

## Vita privata
Sonny Bono è stato sposato quattro volte, la prima nel 1954 con Donna Rankin, da cui nel 1958 ebbe una figlia (Christine, detta "Christy"). Il matrimonio finì nel 1962. 
Nel 1964 sposò Cher, dal cui matrimonio nacque nel 1969 la figlia Chastity, poi diventato Chaz. I due artisti divorziarono nel 1975, con lei lanciata verso una promettente carriera di attrice cinematografica, mentre i successi di lui andavano diradandosi. 
Nel 1982 Sonny aprì un ristorante in West Hollywood e si sposò ancora con Susie Coelho, da cui divorziò nel 1984.
Nel 1986 si sposò per la quarta e ultima volta con Mary Whitaker, dal cui matrimonio nacquero nel 1988 il figlio Chesare Elan e nel 1991 la figlia Chianna Marie.

## Filmografia

### Cinema
- Wild on the Beach, regia di Maury Dexter (1965)
- Good Times, regia di William Friedkin (1967)
- Amici e nemici (Escape to Athena), regia di George Pan Cosmatos (1979)
- L'aereo più pazzo del mondo... sempre più pazzo (Airplane II), regia di Ken Finkleman (1982)
- Troll, regia di John Carl Buechler (1986)
- Grasso è bello (Hairspray), regia di John Waters (1988)
- First Kid - Una peste alla Casa Bianca (First Kid), regia di David Mickey Evans (1996)

### Televisione
- Organizzazione U.N.C.L.E. (The Man from U.N.C.L.E.) – serie TV, episodio 3x25 (1967)
- Love, American Style – serie TV, episodio 2x16 (1971)
- Marcus Welby – serie TV, episodio 5x04 (1973)
- L'uomo da sei milioni di dollari (The Six Million Dollar Man) – serie TV, episodio 3x04 (1975)
- Switch – serie TV, episodio 2x01 (1976)
- Fantasilandia (Fantasy Island) – serie TV, 4 episodi (1978-1981)
- Love Boat – serie TV, 5 episodi (1978-1982)
- CHiPs – serie TV, episodio 4x01 (1980)
- Charlie's Angels – serie TV, episodio 5x03 (1980)
- Matt Houston – serie TV, episodio 1x12 (1983)
- La signora in giallo (Murder, She Wrote) – serie TV, episodio 4x19 (1988)
- Cuori senza età (The Golden Girls) – serie TV, episodio 6x09 (1990)
- Blossom - Le avventure di una teenager (Blossom) – serie TV, episodio 1x09 (1991)
- Parker Lewis (Parker Lewis Can't Loose) – serie TV, episodio 2x06 (1991)
- Palm Springs, operazione amore (P.S. I Luv U) – serie TV, 3 episodi (1991)
- Lois & Clark - Le nuove avventure di Superman (Lois & Clark: The New Adventures of Superman) – serie TV, episodio 1x09 (1993)

### Doppiatore
- Speciale Scooby (The New Scooby-Doo Movies) – serie animata, episodio 1x08 (1972)